# Alchemilla cyrtopleura
Alchemilla cyrtopleura es una especie de planta del género Alchemilla, perteneciente a la familia Rosaceae.

## Taxonomía
Alchemilla cyrtopleura fue descrita por Serguéi Yuzepchuk en 1941.

## Distribución
Se encuentra en el territorio de Europa Oriental hasta Mongolia y Asia Central.